# Salvins stormvogel
De Salvins stormvogel (Pterodroma heraldica) is een vogel uit de familie van de stormvogels en pijlstormvogels (Procellariidae). De naam van deze vogel komt van de Engelse ornitholoog Osbert Salvin die deze vogel in 1888 heeft beschreven.

## Verspreiding
Broedt voornamelijk op eilanden in de Grote Oceaan van Raine Island (Noord-Australië) tot aan Paaseiland. Ook broedend aangetroffen in de Indische Oceaan op Round Island (Mauritius).  

## Status
De grootte van de populatie is in 2004 geschat op 150 duizend vogels. Op de Rode lijst van de IUCN heeft deze soort de status niet bedreigd.